# Wasserkraftwerk Einsal
Das Wasserkraftwerk Einsal befindet sich an der Lenne im Ortsteil Einsal von Nachrodt-Wiblingwerde auf dem Betriebsgelände der Walzwerke Einsal GmbH, unter dessen Betriebsgebäuden auch Teile des Mühlgrabens verlaufen. Seit über 350 Jahren wird von den Walzwerken Wasser aus der Lenne zur Energiegewinnung genutzt. Während früher ein Eisenhammer mit einem Mühlrad betrieben wurde, wird heute im Wasserkraftwerk ein Viertel des im Betrieb benötigten Stroms selbst erzeugt. 
Im Jahre 1997 wurde es modernisiert. Der Strom wird mit Hilfe von zwei Francis-Turbinen und zwei Generatoren von Flender Loher erzeugt.